# Civil War (Computerspiel)
Civil War (englisch für Bürgerkrieg, hier gemeint der Sezessionskrieg) ist ein textbasiertes Computer-Strategiespiel für ein oder zwei Spieler, das 1968 an der Lexington High School in Massachusetts (USA) von den Schülern Larry Cram, Luther Goodie und Doug Hibbard auf einem PDP-8 in BASIC geschrieben wurde. Es gilt als das erste Computer-Strategiespiel.

## Spielbeschreibung
In Civil War treten ein oder zwei Spieler als Generäle in 14 möglichen Schlachten des Amerikanischen Bürgerkriegs jeweils auf Seiten der Konföderation oder der Union gegeneinander an. Ein fehlender menschlicher Gegner wird durch einen Computerspieler ersetzt, dessen Verhalten sich annähernd an den Entscheidungen des historischen Generals orientiert. Ziel ist es, möglichst viele Schlachten zu gewinnen.
Für jede der Schlachten sind bestimmte Faktoren in Anlehnung an die geschichtlichen Rahmenbedingungen vorgegeben: die Anzahl der Soldaten, das zur Verfügung stehende Geld, die Inflationsrate, sowie eine grundlegende Kampfmoral, die durch ausgegebene Nahrung und Sold beeinflusst werden kann.
Die Spieler können jeweils entscheiden, wie viel des zur Verfügung stehenden Geldes sie für Nahrung, Sold oder Munition ausgeben möchten. Danach wählen sie, je nachdem ob sie in der Offensive oder Defensive sind, eine von vier möglichen Taktiken. Für die Offensive sind dies Artillerieangriff, Frontalangriff, Flankenangriff oder Umzingelung. In der Defensive sind es Artillerieangriff, Befestigung gegen Frontalangriff, Befestigung gegen Flankenangriff oder Rückzugsgefecht.
Das Ergebnis der Schlacht wird anhand der Rahmenbedingungen, der eingesetzten Ressourcen und der gewählten Taktiken entschieden. Dabei kommt zu einem erheblichen Anteil das Stein-Schere-Papier-Prinzip zur Anwendung. Die meisten Schlachten sind aufgrund der historischen Rahmenbedingungen für den konföderierten General schwieriger zu gewinnen.
Nach jeder Schlacht wird die Anzahl der Gefallenen und Deserteure ausgewertet und ein Vergleich mit dem historischen Ausgang der Schlacht gezogen.

## Entstehung und Technik
Das Spiel wurde 1968 zunächst von drei Schülern an einer High-School in BASIC auf einem PDP-8 geschrieben. Aufgrund seiner Originalität und seines pädagogischen Wertes fand es schnell Verbreitung an weiteren Schulen und Colleges in den USA, wo es auch auf Großrechnern und anderen Computern mit BASIC-Interpretern zum Einsatz kam. G. Paul und R. Hess, Mitarbeiter des Technology and Information Educational Services in Saint Paul (Minnesota), erweiterten den Code um die Möglichkeit, mit zwei menschlichen Spielern gegeneinander zu spielen.
Im Jahre 1973 rief David H. Ahl als Mitarbeiter der Digital Equipment Corporation seine Kunden dazu auf, ihm Computerspiele zuzusenden, um sie in seinem Buch BASIC Computer Games zu veröffentlichen. So wurde Civil War erstmals offiziell als Programmausdruck vertrieben. 1978 wurde das Spiel schließlich für den Commodore PET angepasst und gelangte so auch in nennenswertem Umfang in Privathaushalte und erstmals in Deutschland an Schulen und Universitäten.
1982 erschien das Buch BASIC-Computer-Spiele von Ahl im SYBEX-Verlag auf Deutsch und enthielt eine Version des Spiels unter dem Namen Bürgerkrieg in deutscher Sprache.
Bis in die Mitte der 1980er Jahre wurde Civil War auf alle gängigen BASIC-fähigen Heimcomputer übertragen.